# Tee
tee – uniksowe polecenie, wypisujące dane wejściowe na standardowe wyjście i do dowolnej liczby plików. 

## Składnia
```
tee [ -a ] [ -i ] [ Plik ... ]
```

## Opis
Tee wczytuje dane ze standardowego wejścia, wypisuje je na standardowym wyjściu i jednocześnie kopiuje do podanych plików.
Wyjście nie jest buforowane.

## Parametry
- -a – dopisuje do pliku, zamiast nadpisywać.
- -i – ignoruje sygnały SIGINT.

## Zwracane wartości
Tee zwraca następujące wartości na zakończenie:
- 0 – wejście zostało pomyślnie skopiowane do plików.
- >0 – wystąpił błąd.

## Przykłady
Aby zobaczyć i jednocześnie zapisać wejście:
```
    ls / | tee ls.out
```

Ta komenda wyświetla wyjście z komendy ls i zapisuje jego kopię do pliku ls.out
Jeśli taki plik już istnieje, zostanie on zastąpiony. Aby dopisać do istniejącego pliku należy dołączyć flagę -a. Jeśli plik nie istnieje, zostanie utworzony.

## Pliki
/usr/bin/tee zawiera komendę tee.